# First Person
First Person è una serie televisiva statunitense del 2000, creata, diretta e prodotta da Errol Morris.
La serie ha coinvolto un gruppo variegato di individui tra cui avvocati civili e criminali, che vengono intervistati con un "Interrotron", un dispositivo innovativo simile al teleprompter.
La serie è stata trasmessa per la prima volta negli Stati Uniti su Bravo dal 16 febbraio 2000 al 2 ottobre 2001, per un totale di 17 episodi ripartiti su due stagioni. In Italia la serie è stata trasmessa da febbraio 2006 su Cult.